# Hokey pokey
Hokey pokey je příchuť zmrzliny pocházející z Nového Zélandu. Skládá se z obyčejné vanilkové zmrzliny, která má v sobě kousky voštinového karamelu (anglicky honeycomb toffee). Hokey pokey je novozélandský termín pro voštinový karamel. Původní receptura z roku 1980 byla z pevného karamelu, ale firma Tip-Top nakonec rozhodla, že místo karamelu použijí malé kuličky z voštinového karamelu.

## Etymologie
„Hokey pokey“ je slangový termín označující zmrzlinu, který se používal v 19. a na počátku 20. století v několika oblastech světa – včetně New Yorku a částí Velké Británie, kde označuje zmrzlinu prodávanou pouličními prodejci. Název může pocházet z termínu „hocus-pocus“ nebo to může být zkomolenina několika italských obratů. Podle knmihy The Encyclopedia of Food publikované 1923 v New Yorku je „hokey pokey“ termín označující zmrzlinu s příchutí „dortu“. Jiný zdroj uvádí, že výraz hokey pokey pochází z italské fráze oh che poco - „ach jak málo“.

## Související použití
- Hokey Pokey (The Ice Cream Man) je píseň Richarda a Lindy Thompsonové z roku 1975.
- Hokey Pokey's Ice Creamery je společnost vyrábějící zmrzlinu v Corningu v New Yorku.
- Hokey Pokey je cukrárna v části Prenzlauer Berg v Berlíně, Německo.